# شبکه لرزه‌نگار استانداردشده جهانی
شبکه لرزه‌نگار استانداردشده جهانی (انگلیسی: World-Wide Standardized Seismograph Network) با نام اختصاری WWSSN، یک شبکه جهانی از حدود ۱۲۰ ایستگاه لرزه‌سنج بود که در دهه ۱۹۶۰ ساخته شد و مجموعه بی‌سابقه ای از داده‌های لرزه‌ای با کیفیت بالا را ایجاد کرد. این داده‌ها باعث شد تا لرزه‌شناسی به یک علم کمّی تبدیل شود، مکانیسم‌های کانونی زمین‌لرزه‌ها و ساختار پوسته زمین را روشن کرد و به توسعه نظریه زمین‌ساخت صفحه‌ای کمک کرد. شبکه لرزه‌نگار استانداردشده جهانی که نام اولیه آن شبکه جهانی ایستگاه‌های لرزه‌نگار (WWNSS) بود، به عنوان محرک یک نوزایی در تحقیقات زلزله‌شناسی شناخته می‌شود.